# Boris Blinder
Boris Blinder (* 6. September 1898 in Lutsk, Russisches Kaiserreich; † 31. Januar 1987 in San Francisco) war ein US-amerikanischer Cellist russischer Herkunft.
Der Bruder des Geigers Naoum Blinder studierte um 1913 in Berlin Cello bei Jacques van Lier und setzte seine Ausbildung bei Joseph Salmon fort. 1929 spielte er in Paris das Cello im Orchestre symphonique de Paris unter Leitung von Pierre Monteux. 1937 ging er nach San Francisco und wurde Solocellist des San Francisco Bay Works Progress Administration Orchestra. In der Saison 1938–39 holte ihn Pierre Monteux als Solocellist zum San Francisco Symphony Orchestra. Er hatte die Stelle, die er nur in der Saison 1939–40 mit Willem Dehé und Herman Reinberg teilte, bis 1963 inne. Mit seinem Bruder, Frank Hauser und Ferenc Molnar bildete Blinder in den 1940er Jahren das San Francisco String Quartet. In den 1960er Jahren war er außerdem im Aeolian Ensemble aktiv.

## Quelle
- Principal Musicians of the San Francisco Symphony

| Personendaten    | Personendaten             |
| ---------------- | ------------------------- |
| NAME             | Blinder, Boris            |
| KURZBESCHREIBUNG | US-amerikanischer Cellist |
| GEBURTSDATUM     | 6. September 1898         |
| GEBURTSORT       | Lutsk                     |
| STERBEDATUM      | 31. Januar 1987           |
| STERBEORT        | San Francisco             |